# Monument de Nizami Ganjavi à Tachkent
Le monument de Nizami Ganjavi est situé à Tachkent, la capitale de l'Ouzbékistan, sur une place près de l'Université pédagogique d'État de Tachkent nommée d'après Nizami, près d'un parc nommé d'après Babur. Ilham Jabbarov est le sculpteur du monument.

## Histoire
Le monument a été installé le 23 mars 2004. Ilham Aliyev, le président de l'Azerbaïdjan et Islam Karimov, le président de l'Ouzbékistan ont participé à la cérémonie d'ouverture du monument.

## Architecture
Le monument consiste en un buste en granit de Nizami Ganjavi, représentant le poète en costume oriental avec un turban sur la tête et tenant un livre dans sa main gauche et avec la main droite sur sa poitrine. Le nom du poète, les dates de sa naissance et de sa mort sont inscrits sur le piédestal en langues ouzbèke et azerbaïdjanaise.